# گرند تراکادی، جزیره پرنس ادوارد
گرند تراکادی، جزیره پرنس ادوارد (به انگلیسی: Grand Tracadie, Prince Edward Island) یک منطقهٔ مسکونی در کانادا است که در جزیره پرنس ادوارد واقع شده‌است. گرند تراکادی ۲۹۳ نفر جمعیت دارد.